# Тимофєєв Анатолій Сергійович
Анато́лій Сергі́йович Тимофє́єв (19 квітня 1992, Київ, Україна) — український футболіст, воротар «ФК Полісся».

## Біографія
Вихованець ДЮФШ «Динамо» ім. Валерія Лобановського.
Дебютував у молодіжному складі клубу в сезоні 2009/10.
Улітку 2013 року тренер «молодіжки» Олександр Хацкевич очолив другу динамівську команду, що грала в Першій лізі. З собою він узяв низку гравців, зокрема й Тимофєєва. В професіональних змаганнях дебютував 20 липня 2013 року в домашньому матчі проти «Олександрії». Анатолій багато разів рятував ворота своєї команди, допомігши їй отримати позитивний результат, через що провідні портали Football.ua та Footboom.com включили його до збірної туру.
У липні 2016 року став гравцем батумського «Динамо», де провів півтора сезони у статусі основного воротаря, але у січні 2018 року покинув клуб.
3 березня 2018 року став гравцем новачка Вищої ліги Білорусі клубу «Смолевичі».
23 жовтня 2020 року він підписався ФК Чернігів